# Computer fisso

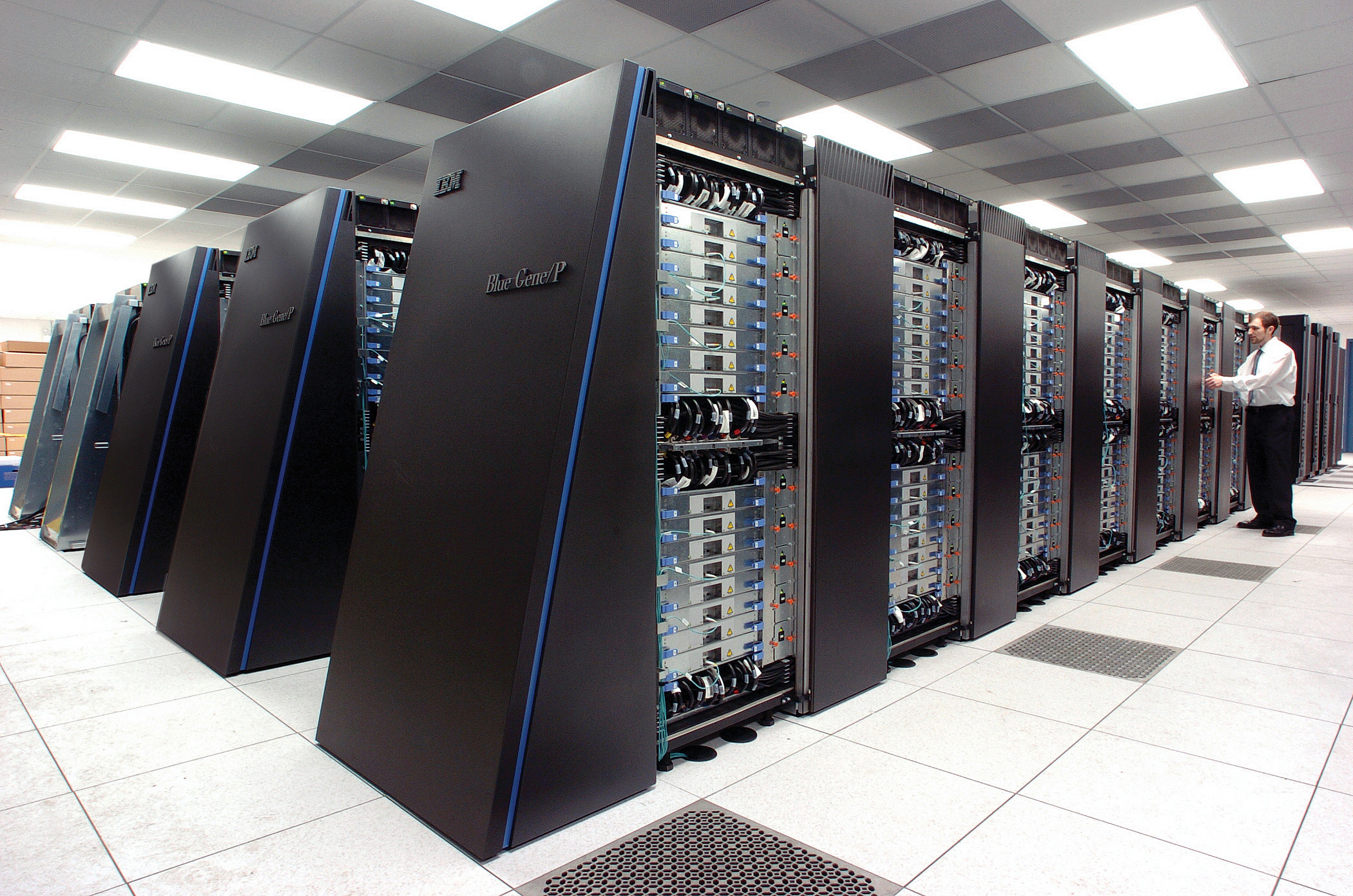
Un supercomputer Blue Gene: un computer fisso che occupa un'intera stanza

Un elaboratore fisso, o computer fisso, è una tipologia di computer che si contraddistingue per la sua tendenziale inamovibilità. Infatti, questi computer non hanno alcuna predisposizione intrinseca a facilitare il trasporto di tutti i componenti fisici di cui sono composti da un luogo all'altro. Un computer fisso può essere spostato in luoghi diversi ma, una volta spostato, è destinato ad essere utilizzato in tale luogo per molto tempo. Le caratteristiche poc'anzi elencate lo contrappongono al c.d. computer portatile, o laptop.

## Descrizione
Un computer fisso è, essenzialmente, un computer i cui componenti fisici che lo costituiscono risultano difficilmente trasportabili nel loro insieme, a causa del loro eccessivo ingombro e peso.

## Tipologie

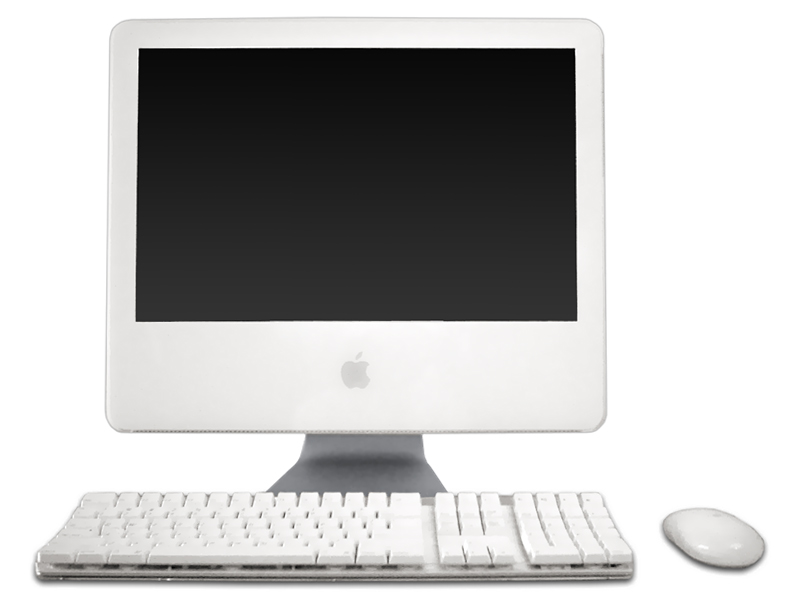
Un desktop computer: un computer fisso che occupa soltanto una scrivania

Esistono diverse tipologie di computer fisso. Si può passare dal c.d. computer multiutente, che occupa un'intera stanza e gestisce le richieste di centinaia di persone attraverso terminali sparsi in locali appartenenti anche ad edifici diversi, al computer monoutente, collocabile sopra ad una scrivania ed utilizzabile da una sola persona alla volta. Anche per quanto riguarda la potenza di calcolo, le tipologie sono molto varie. Nel primo caso, il computer può occupare anche un locale intero molto grande ed è dotato di plurimi processori, con cui può addirittura riuscire ad oltrepassare la soglia degli exaFLOPS. Nel secondo caso, si tratta di un computer collocabile sopra o sotto una scrivania, dotato generalmente di un unico processore in grado di offrire una potenza di calcolo alquanto limitata. Di seguito sono elencate le principali tipologie di computer fissi:
- mainframe computer;
- supercomputer;
- desktop computer;
- nettop computer;
- carputer

Con particolare riferimento all'ultima voce dell'elenco, si tratta di un computer fisso che può essere montato stabilmente su un veicolo, spesso conosciuto come "computer di bordo".